# Дубровник обыкновенный
Дубро́вник обыкнове́нный, или Дубра́вник обыкновенный (лат. Téucrium chamaédrys) — вид растений рода Дубровник (Teucrium) семейства Яснотковые (Lamiaceae). Распространён в Евразии и Африке.

## Ботаническое описание

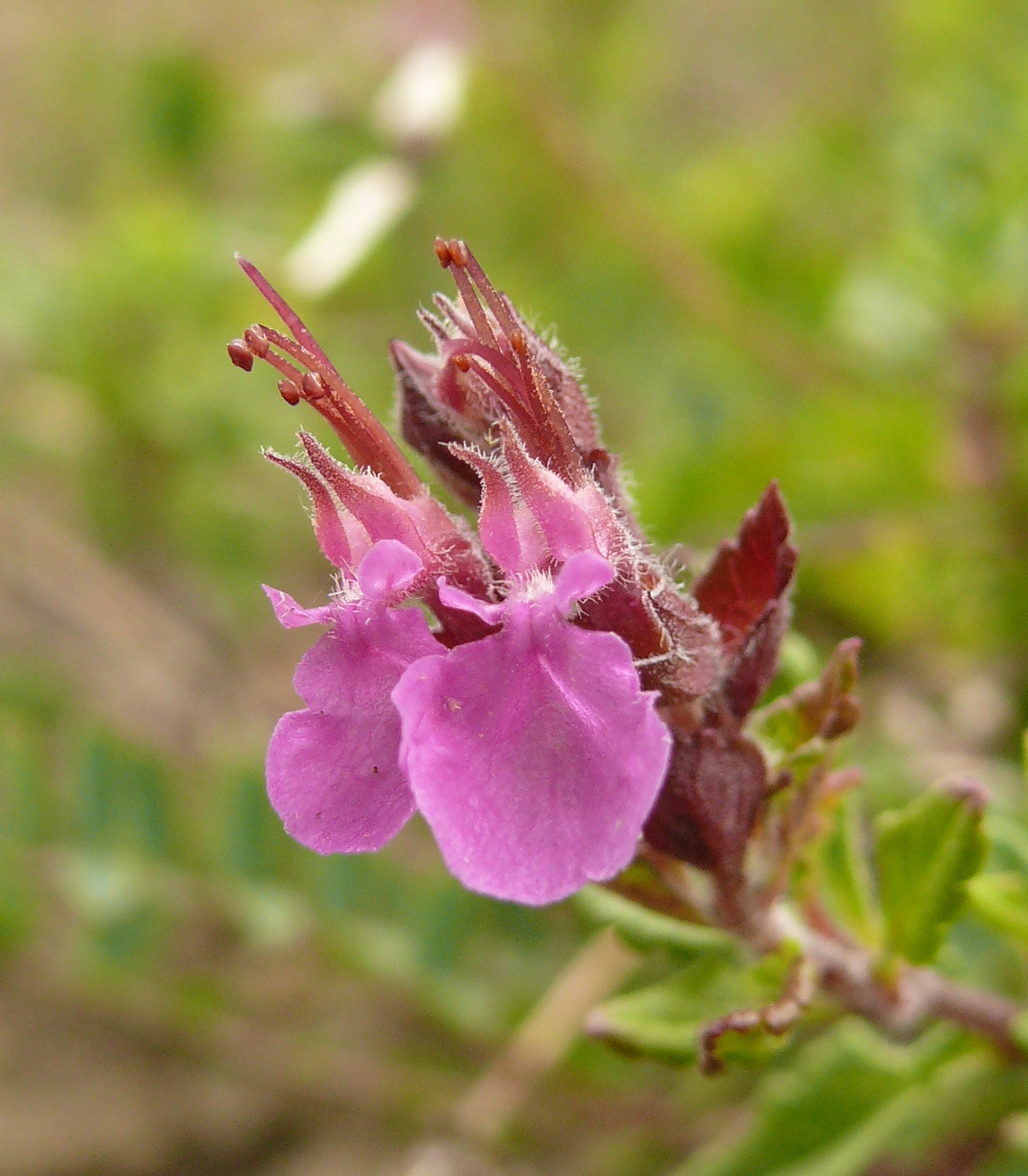
Цветок дубровника обыкновенного

Многолетнее растение высотой 10—100 см, опушённое.
Стебель при основании древеснеющий, с приподнимающимися, часто изогнутыми или извилистыми красноватыми или бледно-зелёными ветвями.
Листья многочисленные, яйцевидные, реже эллиптические или продолговатые, постепенно сужающиеся в черешок, зубцы или лопасти в количестве 4—9 с каждой стороны листа. Прицветные листья зелёные, реже лиловатые.
Цветки розовые, длиной 1—1,3 см, в расставленных ложных мутовках, собранных в кистевидные соцветия. Зубцы чашечки почти одинаковы, усажены по краю густыми короткими волосками с примесью длинных ресничек. Венчик пурпурный, длиной 10—13 мм.
Плод — широкоэллиптический коричневый орешек.
Цветёт в июле—августе. Плоды созревают в августе—сентябре.

## Распространение и экология
Произрастает в Центральной и Южной Европе, на севере Африки (Алжир, Тунис, Марокко), в Малой Азии, кроме того, встречается в российской части Кавказа, Армении и Туркменистане.
Растёт на каменистых степных склонах, опушках, в зарослях кустарников и светлых сухих лесах.

## Растительное сырьё
Надземная часть растения содержит эфирное масло (до 0,14 %), горькие и дубильные вещества, аскорбиновую кислоту, следы алкалоидов. В корнях обнаружены дубильные вещества.

## Значение и применение

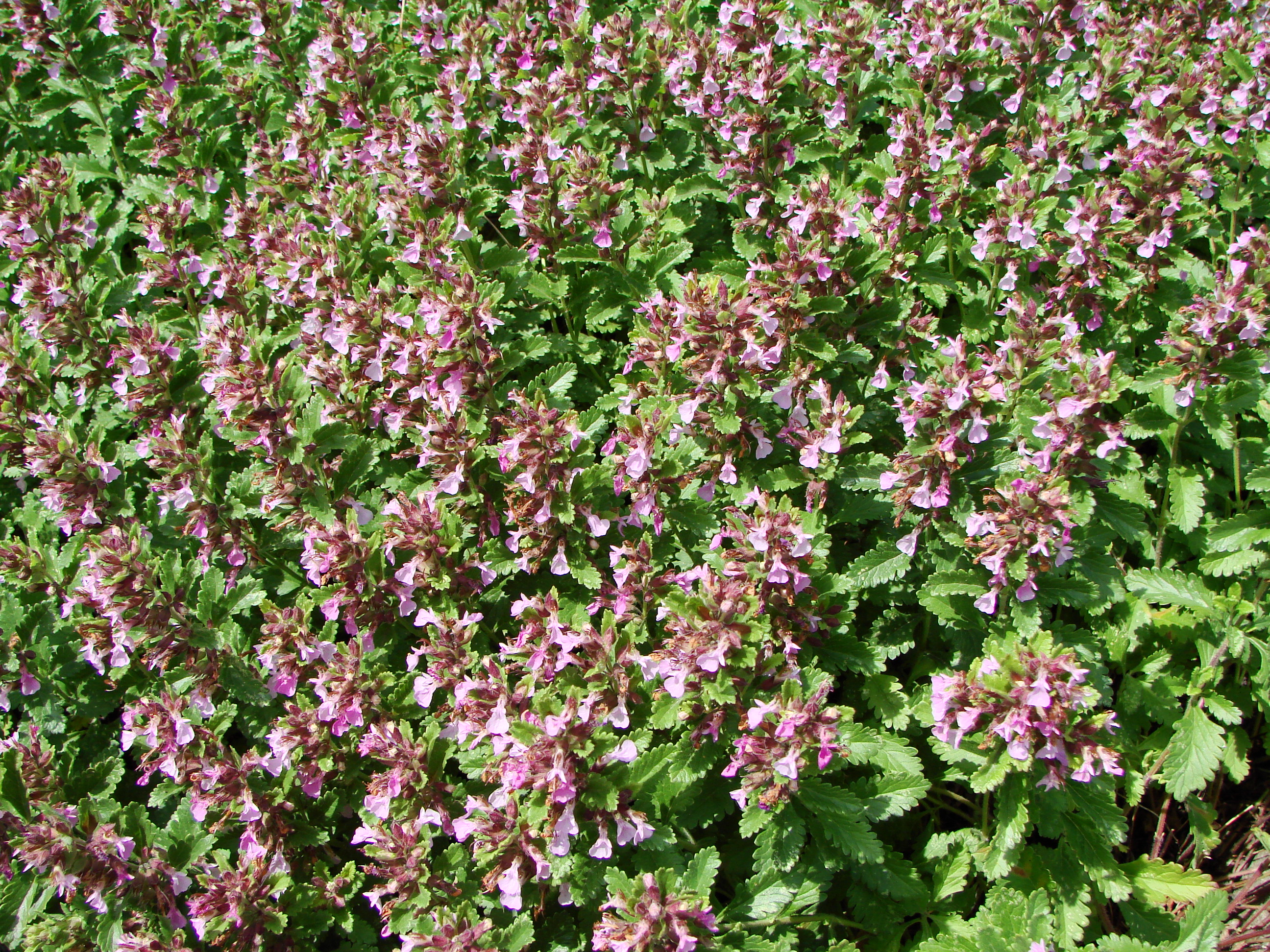
В ботаническом саду Вроцлава

Растение иногда культивируют и заготовляют как пряно-ароматическое растение для использования при приготовлении салатов и супов.
Эссенцию из свежесобранных цветущих растений применяют в гомеопатии. Цветущую надземную часть в отечественной и зарубежной народной медицине использовали как средство, повышающее аппетит, мочегонное при заболеваниях почек, отёках, для лечения фурункулов, гнойных ран и воспалении глаз, тонизирующее, ранозаживляющее, противовоспалительное, кровоостанавливающее средство, при лёгочных кровотечениях, геморрое, ревматизме, подагре.
Дубровник обыкновенный используют как декоративное растение, для оформления бордюров, альпийских горок.
Корни пригодны для дубления кожи, а также дают жёлтую, коричневую, серо-зелёную и оранжевую краски.
Хороший летний медонос.
Вредоносен для крупного рогатого скота, так как придаёт молоку и молочным продуктам неприятный чесночный запах и горький привкус.

## Классификация

### Таксономия
Дубровник обыкновенный входит в род Дубровник (Teucrium) семейства Яснотковые (Lamiaceae) порядка Ясноткоцветные (Lamiales).
|  |                                      |  |                                                             |                                                             |                      |  | ещё 21 семейство (согласно Системе APG II) | ещё 21 семейство (согласно Системе APG II) |                            |  |  |  | ещё 24 вида |
|  |                                      |  |                                                             |                                                             |                      |  | ещё 21 семейство (согласно Системе APG II) | ещё 21 семейство (согласно Системе APG II) |                            |  |  |  | ещё 24 вида |
|  |                                      |  |                                                             | порядок Ясноткоцветные                                      |                      |  |                                            |                                            | род Дубровник              |  |  |  |             |
|  |                                      |  |                                                             | порядок Ясноткоцветные                                      |                      |  |                                            |                                            | род Дубровник              |  |  |  |             |
|  | отдел Цветковые, или Покрытосеменные |  |                                                             |                                                             | семейство Яснотковые |  |                                            |                                            | вид Дубровник обыкновенный |  |  |  |             |
|  | отдел Цветковые, или Покрытосеменные |  |                                                             |                                                             | семейство Яснотковые |  |                                            |                                            |                            |  |  |  |             |
|  |                                      |  | ещё 44 порядка цветковых растений (согласно Системе APG II) | ещё 44 порядка цветковых растений (согласно Системе APG II) |                      |  |                                            | ещё около 210 родов                        | ещё около 210 родов        |  |  |  |             |
|  |                                      |  |                                                             | ещё 44 порядка цветковых растений (согласно Системе APG II) |                      |  |                                            |                                            | ещё около 210 родов        |  |  |  |             |